# جون جونز (حداد)
جون جونز (بالإنجليزية: Myrddin Fardd) (و. 1836 – 1921 م) هو حدّاد، وشاعر ويلزي، توفي عن عمر يناهز 85 عاماً.